# Kara Ahmed Pasza
Kara Ahmed Pasza, tur.: Kara Ahmet Paşa, (zm. 29 września 1555) – osmański działacz państwowy pochodzenia albańskiego. Był wielkim wezyrem Imperium osmańskiego w latach 1553–1555. Mąż sułtanki Fatmy, córki Selima I i Ayşe Hafsy.
Armia turecka pod jego dowództwem 27 lipca 1552 roku zdobyła po przeszło miesięcznym oblężeniu twierdzę w Temeszwarze, załoga której była dowodzona przez Istvána Losonciego. W tym samym roku jego wojska zajęły trzy dalsze zamki, w Veszprémie, Szolnoku i Lippie, zanim spotkało go niepowodzenie w trakcie oblężenia Egeru. 
Po straceniu przez Sulejmana Wspaniałego swojego najstarszego syna Mustafy w październiku 1553 roku, pojawiło się niezadowolenie i niepokoje wśród żołnierzy, którzy obciążyli Rüstema Paszę odpowiedzialnością za śmierć Mustafy. Wtedy Sulejman zdymisjonował Rüstema Paszę i w październiku 1553 roku nominował Kara Ahmeda Paszę na stanowisko wielkiego wezyra. Jednak prawie dwa lata później Kara Ahmed Pasza stał się ofiarą złośliwych pomówień ze strony żony Sulejmana Roksolany, chcącej, by jej zięć Rüstem Pasza, został ponownie wielkim wezyrem. Kara Ahmed Pasza został uduszony we wrześniu 1555 roku, a Rüstem Pasza powrócił na stanowisko wielkiego wezyra.

## W kinematografii
W serialu telewizyjnym Wspaniałe stulecie (Muhteşem Yüzyıl) rolę  Kara Ahmeda Paszy gra turecki aktor Yetkin Dikinciler.